# Власов, Тимофей Михайлович
Тимофей Михайлович Власов  (5 мая 1865 — 14 февраля 1915) — русский военный деятель, полковник. Герой Первой мировой войны, погиб в бою.

## Биография
В 1890 году вступил в службу после окончания Херсонского земского сельскохозяйственного училища. В 1891 году после окончания Одесского военного училища по I разряду произведён в подпоручики и выпущен в Томский 39-й пехотный полк.
В 1895 году произведён в поручики, в 1900 году в штабс-капитаны, в 1903 году в капитаны. С 1904 года участник Русско-японской войны командир роты в составе 39-го Томского пехотного полка. За боевые отличия награждён Анненским оружием «За храбрость».
В 1910 году произведён в подполковники — командир батальона Сибирского 7-го стрелкового полка. С 1914 года участник Первой мировой войны во главе своего батальона. 6 ноября 1914 года был контужен в бою у города Станиславова, остался в строю. 14 февраля 1915 года погиб в бою у Прасныша, Высочайшим приказом от 28 февраля 1916 года исключён из списков убитым в бою с неприятелем. Высочайшим приказом от 22 июля 1915 года за боевые отличия посмертно произведён в полковники.

Высочайшим приказом от 6 апреля 1915 года за храбрость награждён орденом Святого Георгия 4-й степени:
За то, что в бою 6-го ноября 1914 года близь д. Людовинки, командуя батальоном, взял с боя ряд позиций, захватил два тяжёлых орудия, которые сдал начальству и затем удержался на занятой позиции до конца боя

Высочайшим приказом от 7 ноября 1915 года за храбрость награждён Георгиевским оружием: 
За то, что в бою 18-го января 1915 года у гос. двора Боржимов, командуя батальоном и получив приказание выбить противника из занятых им наших окопов и удержал позицию за собой, энергично повёл в атаку свой батальон под сильным ураганным огнём артиллерии и сам, идя впереди цепей, быстро довёл батальон до удара в штыки и выбил неприятеля из занятых окопов; затем, несмотря на обрушившегося на занятую им позицию противника в значительно превосходных силах, при том пять раз переходившего в яростные контр-атаки, успешно отбил таковые с громадными для противника потерями и удержал свою позицию в течение двух суток без поддержки, при этом сам находился всегда в первой линии и ободрял стрелков своим мужеством и храбростью

## Награды
- Анненское оружие «За храбрость» (ВП 1907)
- Орден Святого Станислава 3-й степени  с мечами и бантом (ВП 1908)
- Орден Святой Анны 3-й степени  (ВП 1909)
- Орден Святого Станислава 2-й степени  (ВП 22.02.1913)
- Орден Святого Георгия 4-й степени (ВП 06.04.1915)
- Георгиевское оружие (ВП 07.11.1915)
- Орден Святой Анны 2-й степени с мечами (ВП 17.10.1916; посмертно[4])